# Sodalicium Classicum Noviomagense
Het Sodalicium Classicum Noviomagense (Latijn voor: Nijmeegs Klassiek Broederschap) is de studievereniging van Griekse en Latijnse Taal en Cultuur aan de Radboud Universiteit. De naam wordt meestal afgekort tot "Sodalicium" of "Soda". De leden van de vereniging worden "Sodales" genoemd. Na de oprichting van de (toen nog) Katholieke Universiteit Nijmegen in 1923, groeide de sectie Klassieke Talen binnen de Letterenfaculteit zeer snel in het aantal studenten. Op aanraden van professor F.J. de Waele in 1928 werd er door de studenten besloten om een vereniging op te richten die hun belangen zou behartigen. De vereniging werd opgericht op 26 februari 1929 en is daarmee de oudste studievereniging van Nijmegen.

## Geschiedenis

### Oprichting
Kort na zijn komst naar de Katholieke Universiteit Nijmegen in 1928 begon F.J. de Waele de studenten klassieken te polsen omtrent de oprichting van een eigen vereniging. Op 26 februari 1929 werd het Sodalicium Classicum opgericht, wat op 4 maart bekendgemaakt werd in de vergadering van Carolus Magnus. In dit oprichtingsjaar telde de sectie klassieken 72 studenten en waarschijnlijk heeft vrijwel iedereen zich bij deze vereniging aangesloten.
De naam "Sodalicium Classicum" (Latijn voor: Klassiek Broederschap) was een idee van lector F.J. De Waele. "Noviomagense" (Latijn voor: Nijmegen) werd later aan de verenigingsnaam toegevoegd, eerst alleen in correspondentie en wandelgangen, later ook in de statuten.

### Tweede Wereldoorlog
De oorlogsjaren brachten niet alleen beperkingen voor de opleiding maar ook voor het Sodalicium Classicum. In 1939 waren alle activiteiten na 10 mei opgeschort en ook de dies-viering zou geen doorgang vinden. De jaren hierna hebben de besturen ook een beperkter programma verzorgd dan in vredestijd het geval zou zijn geweest. De activiteiten bestonden uit niet meer dan een paar lezingen en in 1941 een fietstocht naar Arnhem. In 1941 is het groenentoneel nog uitgevoerd.
Het vijftiende bestuur, dat in het najaar van 1942 werd ingesteld, kon nauwelijks meer functioneren. In die periode begon de bezetter met acties aan de universiteiten. In illegale sfeer werden colleges en andere activiteiten voortgezet na het sluiten van de universiteit op 11 april 1943. Pas in oktober kon er aan een heropening van de universiteit worden gedacht. Na de oorlog kon het Sodalicium Classicum weer van start gaan. Op 21 september 1945 vond de eerste vergadering plaats.

### Inauguratie
Al tijdens het eerste bestuur werden nieuwe leden op ceremoniële wijze ingewijd. Dit was een sobere aangelegenheid zonder dat er sprake was van een ontgroening. Tijdens de inauguratie sprak de praeses van het Sodalicium Classicum enkele Latijnse zinnen uit waarna de eerstejaars met een driedubbele hamerslag werden ingewijd. Deze ceremonie bleef tot 1934 bestaan. Hierbij werden vaste formules gebruikt die niet zijn overgeleverd.
Uit de notulen, die vanaf de oprichting bewaard zijn gebleven, blijkt dat er wel sprake was van een "groenentoneel". Hierbij werden door de nieuwe leden ironische sketches en liedjes met klassieke titels opgevoerd. Het zingen van het Sodaliciumlied werd ook onderdeel van de inauguratie. De onbekendheid van het Sodaliciumlied bij de aspiranten heeft in 1954 tot uitstel van de inauguratie geleid.
De inauguratie voor nieuwe leden is mettertijd uit gebruik geraakt. Nieuwe leden maken kennis met het Soda tijdens de introductie van de studie Griekse en Latijnse taal en Cultuur. In 2015 is er opnieuw een inaugurele ceremonie ingevoerd voor de eerstejaars studenten die lid worden van het Soda.

## Lijfspreuk en lied
De lijfspreuk van het Soda is afkomstig uit de Phaedo van Plato: ναρθηκοφόροι μὲν πολλοί, βάκχοι δέ τε παῦροι: "Velen dragen weliswaar een Bacchusstaf, maar er zijn maar weinig Bacchussen". Vrij vertaald: je kunt nog zo veel attributen met je meesjouwen, je blijft wie je bent.
Het verenigingslied Ubi flavas Rhenus undas... wordt gezongen aan het begin van vergaderingen en andere officiële gelegenheden.

## Moira
Het Sodalicium kent een theatergroep onder de naam Moira. Verschillende keren in de geschiedenis van de vereniging hebben er theatergezelschappen onder deze naam toneelstukken opgevoerd, maar sinds 2010 is de theatergroep ondergebracht onder de Toneecommissie met het doel om ieder jaar een toneelstuk ten tonele brengen. 
| Jaar | Toneelstuk            | Opmerkingen                                                                   |
| ---- | --------------------- | ----------------------------------------------------------------------------- |
| 2010 | Antigone              |                                                                               |
| 2011 | Heroides              | Gebaseerd op Heroides van Ovidius                                             |
| 2012 | Her-oides             | Heropvoering van het stuk van een jaar eerder                                 |
| 2013 | Kapitaal              | Gebaseerd op Ploutos van Aristophanes                                         |
| 2014 | Antonius & Cleopatra  | Gebaseerd op Antonius & Cleopatra van Shakespeare                             |
| 2015 | OE-ID-PUS             | Gebaseerd op Oidipous Tyrannos, Antigone en Oidipous in Kolonos van Sophocles |
| 2016 | EGOden                |                                                                               |
| 2017 | Trojaanse Vrouwen     | Gebaseerd op Trojaanse Vrouwen van zowel Euripides als Seneca                 |
| 2018 | Vrouwen aan de Macht! | Gebaseerd op Vrouwen vieren de Thesmophoria van Aristophanes                  |
| 2019 | Phaedra               | Gebaseerd op Phèdre van Jean Racine                                           |
| 2020 | Ambrosia              | Niet opgevoerd vanwege Coronapandemie                                         |
| 2022 | Moira's Revue         | Vervangend stuk vanwege Coronapandemie                                        |
| 2023 | BRUTUS                |                                                                               |
| 2024 | Ouwe Lul!             | Gebaseerd op Dyskolos van Menander                                            |
| 2025 | (N)OMEN               |                                                                               |

## Externe Link
- Officiële website